# برج الدوحة
برج الدوحة كان يُعرف سابقًا ببرج قطر أحد أطول أبراج دولة قطر. يقع البرج في العاصمة الدوحة، ويعود ملكيته إلى الشيخ سعود بن محمد آل ثاني، تم تصميمه من قبل المعماري الفرنسي جان نوفيل، تم تصميم البرج عام 2004، وانتهت كافة أعمال البناء سنة 2012.

## تصميم البرج
يتألف البرج من 46 طابق مكتبي، وثلاثة طوابق تحت سطح الأرض، تبلغ مساحته الإجمالية حوالي 110.000 متر مربع ، ويبلغ طوله حوالي 230 متر. يشبه البرج في هيكله الخارجي كشتبان عملاق، تم تصميم البرج ضمن التقاليد العمارة العربية والإسلامية، حيث تم استخدام تقنية المشربيات التي كانت تستخدم لدى البيوت الطينية في العمارة الإسلامية، لكن هذه المرة تكونت المشربيات من خرسانة مسلحة وألمنيوم من أربع طبقات، الأضواء في البرج تتسلل بطريقة هندسية ومنتظمة إلى داخل غرف البرج. يحتوي البرج على حديقة عمودية داخله، بالإضافة إلى احتوائه على العديد من المساحات الخضراء المتفرقة، ساهمت جميعها في جعل برج الدوحة ضمن قائمة ناطحات السحاب المحافظة على البيئة.

## الجوائز
حاز برج الدوحة على جائزة CTBUH لأفضل مبنى عام 2012، كما نال جان نوفيل مصمم البرج جائزة أفضل تصميم لناطحة سحاب في إفريقيا والشرق الأوسط في نفس العام.